# Black Metal
Black Metal je druhé studiové album anglické metalové kapely Venom. Bylo vydáno 1. listopadu 1982 hudebním vydavatelstvím Neat Records během tzv. Nové vlny britského heavy metalu (NWOBHM). Vyšlo i v dalších reedicích včetně bonusových skladeb.
I když propůjčilo svůj název celému hudebnímu stylu, v současnosti je považováno spíše za thrashmetalovou nahrávku nežli za blackmetalovou. All Music Guide jej označil za proto-thrash.

## Seznam skladeb
Hudbu složil(i) Bray/Dunn/Lant. 
| Strana A „Black“ | Strana A „Black“ | Strana A „Black“ |
| Pořadí           | Název            | Délka            |
| ---------------- | ---------------- | ---------------- |
| 1.               | Black Metal      | 3:40             |
| 2.               | To Hell and Back | 3:00             |
| 3.               | Buried Alive     | 4:16             |
| 4.               | Raise the Dead   | 2:45             |
| 5.               | Teacher's Pet    | 4:41             |

| Strana b „Metal“ | Strana b „Metal“           | Strana b „Metal“ |
| Pořadí           | Název                      | Délka            |
| ---------------- | -------------------------- | ---------------- |
| 6.               | Leave Me in Hell           | 3:33             |
| 7.               | Sacrifice                  | 4:27             |
| 8.               | Heaven's on Fire           | 3:40             |
| 9.               | Countess Bathory           | 3:44             |
| 10.              | Don't Burn the Witch       | 3:20             |
| 11.              | At War with Satan (náhled) | 2:14             |

| Bonusové skladby na CD reedici (2002) | Bonusové skladby na CD reedici (2002) | Bonusové skladby na CD reedici (2002) |
| Pořadí                                | Název                                 | Délka                                 |
| ------------------------------------- | ------------------------------------- | ------------------------------------- |
| 12.                                   | Bursting Out                          | 2:58                                  |
| 13.                                   | Black Metal                           | 3:08                                  |
| 14.                                   | Nightmare                             | 3:27                                  |
| 15.                                   | Too Loud for the Crowd                | 2:09                                  |
| 16.                                   | Bloodlust                             | 2:44                                  |
| 17.                                   | Die Hard                              | 3:06                                  |
| 18.                                   | Acid Queen                            | 2:31                                  |
| 19.                                   | Bursting Out                          | 2:59                                  |
| 20.                                   | Hounds of Hell                        | 3:20                                  |

| Bonusové skladby na remasterovaného vydání (2009) | Bonusové skladby na remasterovaného vydání (2009) | Bonusové skladby na remasterovaného vydání (2009) |
| Pořadí                                            | Název                                             | Délka                                             |
| ------------------------------------------------- | ------------------------------------------------- | ------------------------------------------------- |
| 21.                                               | Bloodlust (7" Singl, Strana A, NEAT 13)           | 2:59                                              |
| 22.                                               | In Nomine Satanas (7" Singl, Strana B, NEAT 13)   | 3:26                                              |

## Sestava
- Cronos – vokály, baskytara
- Mantas – kytara
- Abaddon – bicí